# Vị tướng tình báo và hai bà vợ
Vị tướng tình báo và hai bà vợ là bộ phim truyền hình chính kịch năm 2003 của Việt Nam về đề tài tình báo và chiến tranh, do Hãng phim Truyền hình Thành phố Hồ Chí Minh hợp tác với Hãng phim truyện Việt Nam hợp tác sản xuất. Nguyễn Anh Dũng, Trần Bính và Quang Huy viết kịch bản chuyển thể từ tiểu thuyết Ông tướng tình báo và hai bà vợ về tướng tình báo Đặng Trần Đức của Nguyễn Trần Thiết. Bộ phim do Bùi Cường làm đạo điễn với các diễn viên Xuân Trường, Thu Quế và Hoàng Xuân.

## Nội dung
Lê Thanh Đạo và Nguyễn Thịnh Bình là anh em song sinh bị chia cắt từ nhỏ. Đạo là nhạc sĩ được cử ra Thanh Hóa tuyển diễn viên cho đoàn văn công và không may bị bắn chết tại nơi gia đình Bình định cư. Bình là một thành viên của đội đặc nhiệm A7 của Nha an ninh, hoạt động tại đập Bãi Thượng, Thanh Hóa. Bình vốn họ Lê nhưng lấy họ Nguyễn theo họ mẹ khi di tản.
Bình đề xuất với cấp trên xin được “đội lốt” của Đạo để trở về hoạt động trong hàng ngũ địch. Anh đã có người vợ tên Thoa ở quê, khi không có tin của chồng, cô đã đi tìm và được đơn vị sắp xếp cho gặp chồng. Còn Bình trong thân phận là Đạo, anh phải kết hôn với Marie Cẩm Nhung – con gái của Phó chánh mật thám Bắc Kỳ, cô tưởng ràng Bình chính là Đạo. Trong khoảng thời gian này, Thoa có thai lần thứ hai. Sau Hiệp định Genève năm 1954, Bình tiếp tục theo thực dân Pháp vào Nam tiếp đến là xâm nhập vào chính quyền Việt Nam Cộng Hòa.
Nhờ nằm trong lòng địch nên những thông tin anh cung cấp đã cứu sống được nhiều cán bộ đang hoạt động tại Sài Gòn. Nhưng cũng vì thế mà địch bắt đầu nghi ngờ thân phận của Bình cộng với sự chỉ điểm của một tên việt gian, cố vấn Mỹ giao cho Bình phải truy tìm Nguyễn Thanh Bình. Bình tìm một đồng chí đã hy sinh, lập hồ sơ người này mang tên mình khiến mọi nghi ngờ cũng bị hoá giải. Khi phát hiện ra sự thật, Nhung hết lòng ủng hộ chồng mặc dù chưa yêu chế độ Cộng sản. Sau khi Sài Gòn giải phóng, Bình được triệu tập ra Hà Nội và khôi phục thân phận là Thiếu tướng cục tình báo an ninh nước Cộng hoà Xã hội Chủ nghĩa Việt Nam.

## Diễn viên
- Xuân Trường trong vai Lê Thanh Đạo, Nguyễn Thịnh Bình (Lê Quang Lâm)
- Thu Quế trong vai Thoa
- Hoàng Xuân trong vai Marie Cẩm Nhung
- Ngọc Thoa trong vai Bà Lễ - mẹ Đạo và Bình
- Bá Cường trong vai Ông Lễ
- Nguyễn Văn Báu trong vai Anh Sáu
- Bá Anh trong vai Hào
- Phương Thanh trong vai Chị chủ trọ
- Hữu Độ trong vai Trung tướng
- Phùng Tiến Minh trong vai Quan sứ Mật thám Pháp
- Ngọc Thư trong vai Vợ đồn trưởng
- Minh Tuấn trong vai Đồn trưởng
- Quốc Anh[4] trong vai Lý trưởng
- Thúy Mùi[5] trong vai Bà mối
- Thành An trong vai Ông chủ Hoàng
- Hương Dung[5] trong vai Bà chủ Hoàng
- Kim Xuân trong vai Chị Ba
- Mai Hòa trong vai Cán bộ nông trường
- Lê Văn Anh trong vai Thành (lúc lớn)

## Sản xuất
Kinh phí sản xuất bộ phim đến từ Hãng phim Truyền hình Thành phố Hồ Chí Minh, thành phần nhân sự do Hãng phim truyện Việt Nam đảm nhận.
Ca khúc trong phim là "Những tháng ngày không anh" do nhạc trưởng - nhà soạn nhạc Phạm Ngọc Khôi sáng tác.

## Giải thưởng
| Năm  | Giải thưởng                                     | Kết quả         | Chú thích |
| ---- | ----------------------------------------------- | --------------- | --------- |
| 2004 | Liên hoan phim Truyền hình toàn quốc lần thứ 23 | Huy chương Vàng | [ 2 ]     |